# Josep Sala
Josep Sala (Barcelona 1896 - Ibidem., 1962) fue un fotógrafo y publicista español.

## Biografía
Estudió en la Escuela de la Lonja y fue profesor de baile, sus intereses artísticos le llevaron a afiliarse en la Agrupación Fotográfica de Cataluña y la asociación del Fomento de las artes y el diseño.
Colaboraba de modo habitual con la revista D'Ací i d'Allà, que se estuvo publicando en Barcelona entre 1918 y 1936 y en la que se encargó de su dirección artística a partir de 1932. También estuvo colaborando en revistas como Mirador, Revista Ford, La publicidad y Las 4 estaciones. 
Durante la guerra civil, estuvo trabajando al servicio de la propaganda republicana, ocupándose de las ediciones del Comisariado de Propaganda de la Generalidad junto a Pere Català Pic. 
Su actividad fotográfica se dirigió principalmente  a la vertiente arquitectónica en la que colaboraba habitualmente con el arquitecto Josep Lluís Sert y la publicitaria en la que se le puede considerar pionero junto a Pere Català Pic y Josep Masana. En cuanto a su estilo fotográfico se le puede situar entre la Nueva objetividad y la Nueva visión.
Gran parte de su trabajo fotográfico se ha extraviado y en muchos casos sólo quedan referencias de sus trabajos en las revistas en que colaboraba. Algunas de sus obras han sido compradas para el Museo Nacional de Arte de Cataluña.